# Ri (pronome esperanto)
Ri é um pronome de terceira pessoa neutro em relação ao gênero em Esperanto, pretendido como uma alternativa ao li ("ele") e ŝi ("ela"). É usado por alguns falantes quando o gênero de uma pessoa não é conhecido ou quando não é desejável especificá-lo como "ele" ou "ela", semelhante à forma como they singular é usado em inglês. Em Esperanto, o uso deste pronome é chamado de riismo; é uma das várias propostas para pronomes neutros de gênero no Esperanto.
Em 12 de maio de 2020, Marcos Cramer, membro da Academia de Esperanto, publicou um estudo empírico sobre o uso de pronomes neutros de gênero no Esperanto. O estudo conclui dizendo que o pronome ri agora é muito mais conhecido e usado do que há dez anos, e que esse desenvolvimento é mais forte entre os jovens. Ele descobriu que o pronome é amplamente usado quando se refere a pessoas não binárias, mas que o uso do pronome para se referir a uma pessoa genérica (não específica) também é praticado em um nível considerável.

O pronome não é oficialmente endossado pela Academia de Esperanto, mas alguns membros da Academia o usam mesmo assim. Em 24 de junho de 2020, o corpo consultivo da Academia respondeu a uma pergunta sobre pronomes para pessoas não binárias:
 A questão toca em um tema difícil, porque no Esperanto não existe um pronome tradicional para pessoas que se identificam como não pertencentes a um dos gêneros tradicionais, e até agora nenhuma expressão foi aceita por toda a comunidade linguística. A Academia de Esperanto observa, analisa e discute cuidadosamente a evolução e os debates linguísticos atuais. Como órgão puramente consultivo, mas de forma alguma decisivo, o Lingva Konsultejo não pode agora antecipar uma recomendação ou outra decisão ou interpretação do Fundamento que possa ser feita pela Academia.
O pronome também foi usado em letras de vários músicos, principalmente em diversas canções da banda La Perdita Generacio.

## História
A história precisa do pronome ri não está clara; parece ter sido criado de forma independente várias vezes, uma vez que não havia muitas outras opções que seguissem o padrão de outros pronomes em Esperanto e ainda não tivessem outro significado na língua.
O primeiro uso registrado do pronome foi em 1976 na revista Eĥo da Associação Dinamarquesa de Esperanto, na qual foi proposto o uso junto com os pronomes já existentes li ("ele") e ŝi ("ela"). Até cerca de 2010, permaneceu uma palavra experimental raramente usada, mas depois de 2010 seu uso aumentou significativamente, especialmente entre falantes mais jovens nos países ocidentais, coincidindo com mudanças semelhantes em direção à linguagem neutra de gênero em várias culturas ocidentais.
O Plena Manlibro de Esperanta Gramatiko, um livro confiável e extenso sobre a gramática do Esperanto, costumava desaconselhar o uso do pronome, mas a partir de abril de 2019 não desencoraja mais seu uso. Agora descreve sem preconceito as várias maneiras em que o pronome é realmente usado na prática.

## Usos
O pronome ri tem múltiplos usos:
- Para se referir a um indivíduo genérico. Por exemplo: "Se iu alvenos frue, diru al ri, ke ri atendu, ĝis mi alvenos." ("Se alguém chegar mais cedo, diz-lhe que deve esperar até que eu chegue.")
- Para se referir a alguém que não se conhece, sem presumir seu gênero. Por exemplo: "Iu postlasis valizon, en kiu estas riaj ŝlosiloj." ("Alguém deixou uma mala com as suas chaves dentro.")
- Para se referir a uma pessoa que não se identifica apenas com o gênero masculino ou feminino. Por exemplo: "Alekso kaj ria amiko estas ambaŭ neduumaj." ("Alex e seu amigo são pessoas não binárias.")[9]